# Vøringfossen
La Vøringfossen est une chute d'eau de Norvège située dans la commune d'Eidfjord, dans le comté de Vestland.

## Hydrologie
La rivière Bjoreio (en) y chute sur une hauteur totale de 182 mètres, dont 163 mètres pour la cascade la plus grande. La rivière est régulée pour la production électrique mais le débit y est maximal en été avec 12,4 m3 s−1.

## Tourisme
La chute est l'attraction touristique gratuite la plus visitée de Norvège en 2007 avec 685 000 visiteurs.
En 2020, une passerelle est installée au-dessus du sommet de la cascade. Sa conception mélange les caractéristiques d'un pont et d'un escalier, celui-ci comportant 99 marches pour une portée de 47 mètres.

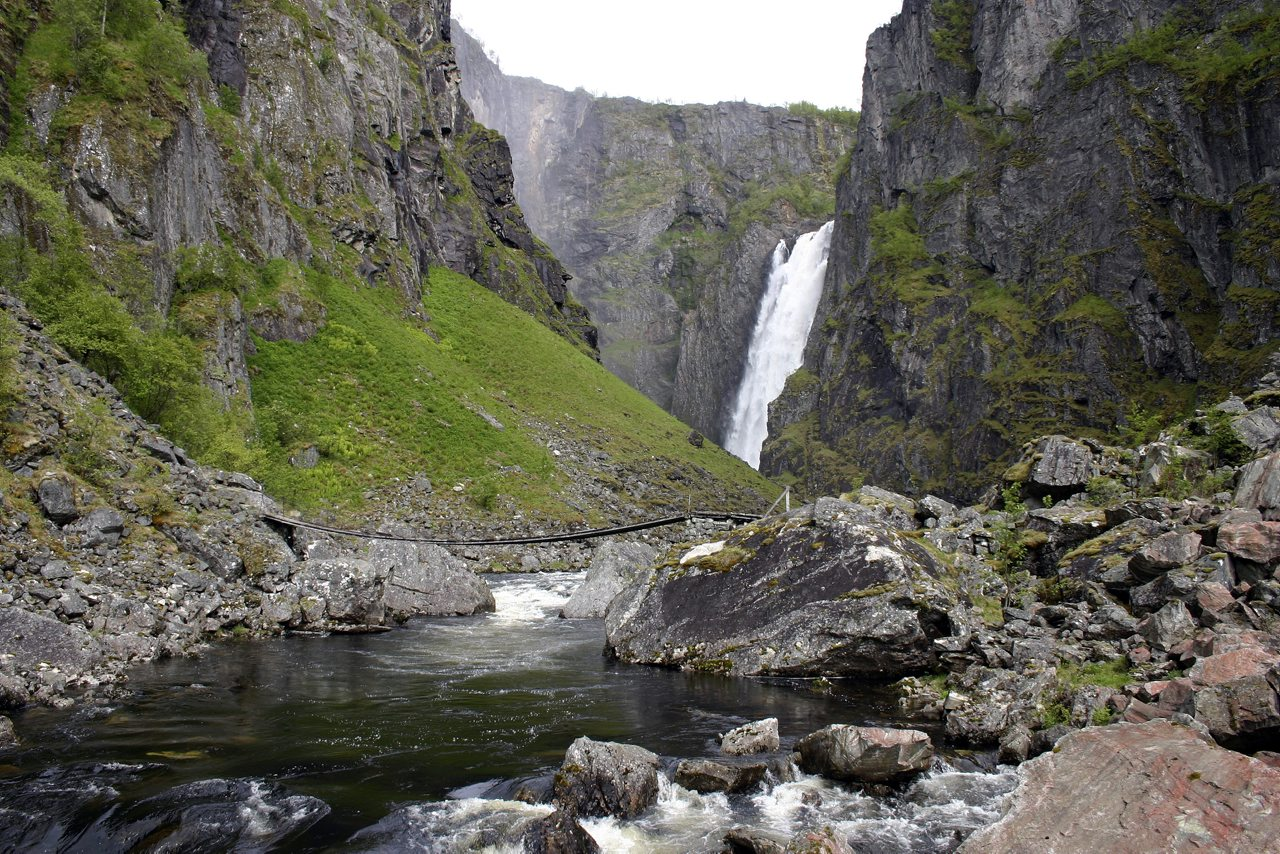
La chute vue depuis le bas du canyon